# North Barrington, Illinois
North Barrington là một làng thuộc quận Lake, tiểu bang Illinois, Hoa Kỳ. Năm 2010, dân số của làng này là 3047 người.

## Dân số
Dân số qua các năm:
- Năm 2000: 2918 người.
- Năm 2010: 3047 người.